# Helena Martinková
Helena Martinková (* 22. dubna 1999 Valašské Klobouky) je česká politička, studentka, členka KDU-ČSL, od roku 2018 členka předsednictva mládežnické organizace Mladých lidovců a v letech 2022 až 2025 také jejich předsedkyně.

## Život
Narodila se jako prostřední ze sedmi dětí ve Valašských Kloboukách, tedy v prostředí, kde má KDU-ČSL dlouholetou historii.[zdroj?]
K Mladým lidovcům se dostala díky sestře, která se o jejich aktivitách dozvěděla v Praze a stala se jejich členkou.[zdroj?]
Od roku 2018 byla členkou předsednictva Mladých lidovců a v letech 2022 až 2025 byla jejich předsedkyní.[zdroj?]
Ve volném čase má ráda filmy, tanec, knihy nebo historii.

## Politické působení
V komunálních volbách 2018 kandidovala do zastupitelstva města Valašské Klobuky za KDU-ČSL ze 13. místa a nebyla zvolena.
V krajských volbách 2020 kandidovala do zastupitelstva Zlínského kraje za KDU-ČSL ze 36. místa a nebyla zvolena.
V komunálních volbách 2022 kandidovala do zastupitelstva města Valašské Klobuky za KDU-ČSL ze 14. místa a nebyla zvolena.

## Názory
Martinková podporuje jako první předsedkyně Mladých lidovců ženy, aby se nebály jít do politiky.[zdroj?]
Jako důvod toho, proč se tehdejší předvolební preference KDU-ČSL pohybovaly kolem 4–6 %, uvedla v dubnu 2022, že by se strana měla víc otevřít mladým lidem, přijímat liberálnější názory a důležitá byla podle ní také komunikace. Sama ale zastávala konzervativnější názory.
Věnuje se také klimatu a ochraně životního prostředí.[zdroj?]